# Tantilla melanocephala
La culebra de cabeza negra (Tantilla melanocephala) es una especie de serpiente que pertenece a la familia Colubridae. Es nativo desde Chiapas (México) hasta América del Sur (excepto el extremo sur) y en parte de las Antillas Menores (Trinidad y Tobago y San Vicente y las Granadinas).